# Taleb Larbi
Taleb Larbi est une commune de la wilaya d'El Oued en Algérie.Elle abrite un poste-frontière entre l'Algérie et la Tunisie.

## Géographie

### Situation
Le territoire de la commune de Taleb Larbi est situé au nord-est de la wilaya.
| Hassi Khalifa | Beni Guecha | ? (Tunisie)      |
| Hassi Khalifa | Taleb Larbi | Hazoua (Tunisie) |
| Trifaoui      | Douar El Ma | ? (Tunisie)      |

### Localités de la commune
La commune de Taleb Larbi est composée de douze localités : Bouras, Garet Ettir, Gour Djouali, Hniche, Lemdjebès, Laouabed, Maleh El Hadj Ahmed, Nakhlat El Mengoub, Sagaa, Si Mebarek, Taleb Larbi, Zeïdi.